# Georg Alois Schmitt

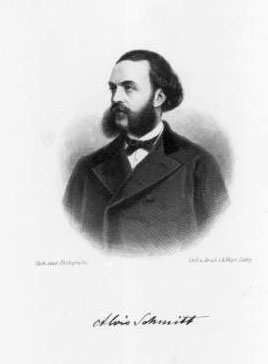

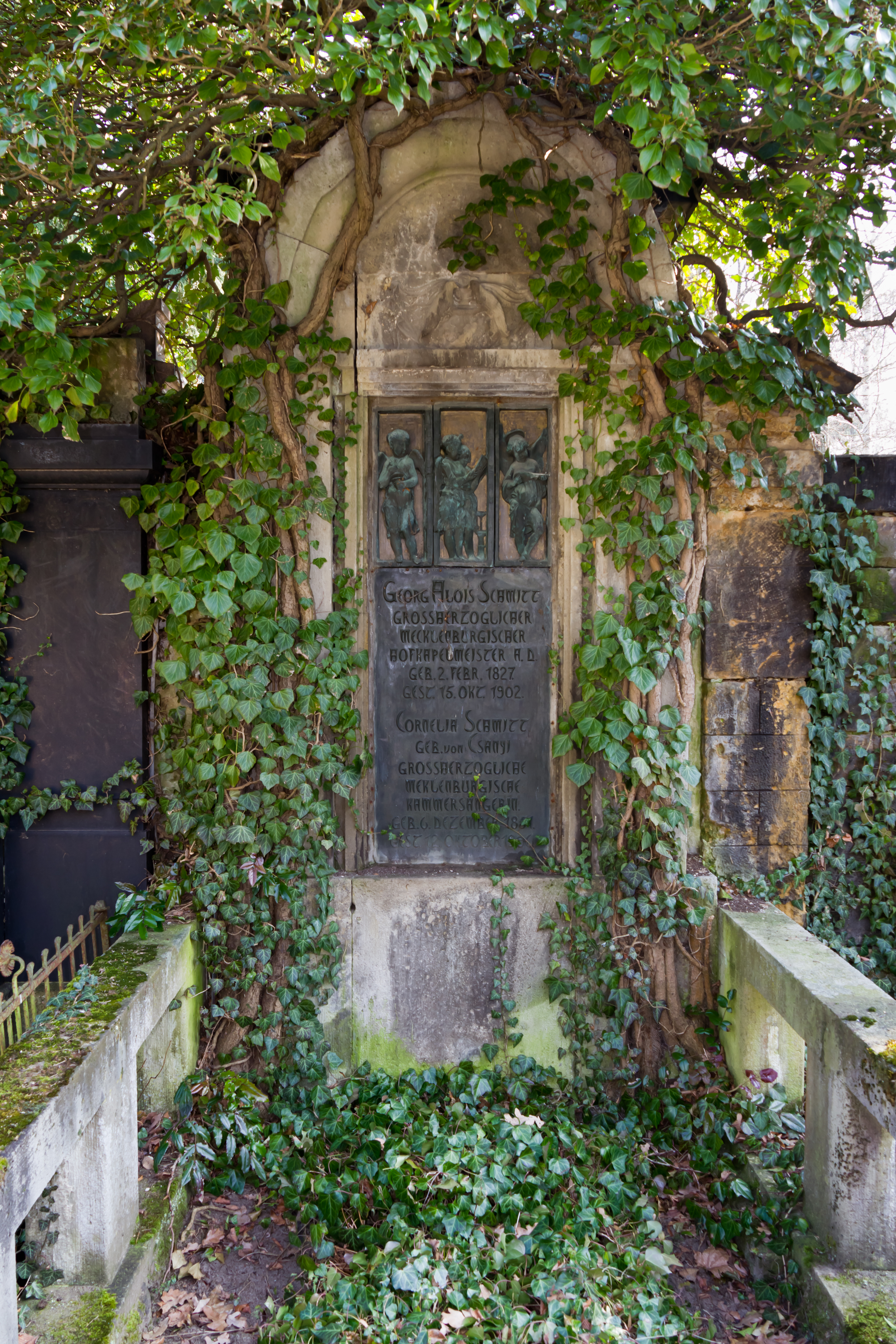
Grab auf dem Dresdner Johannisfriedhof

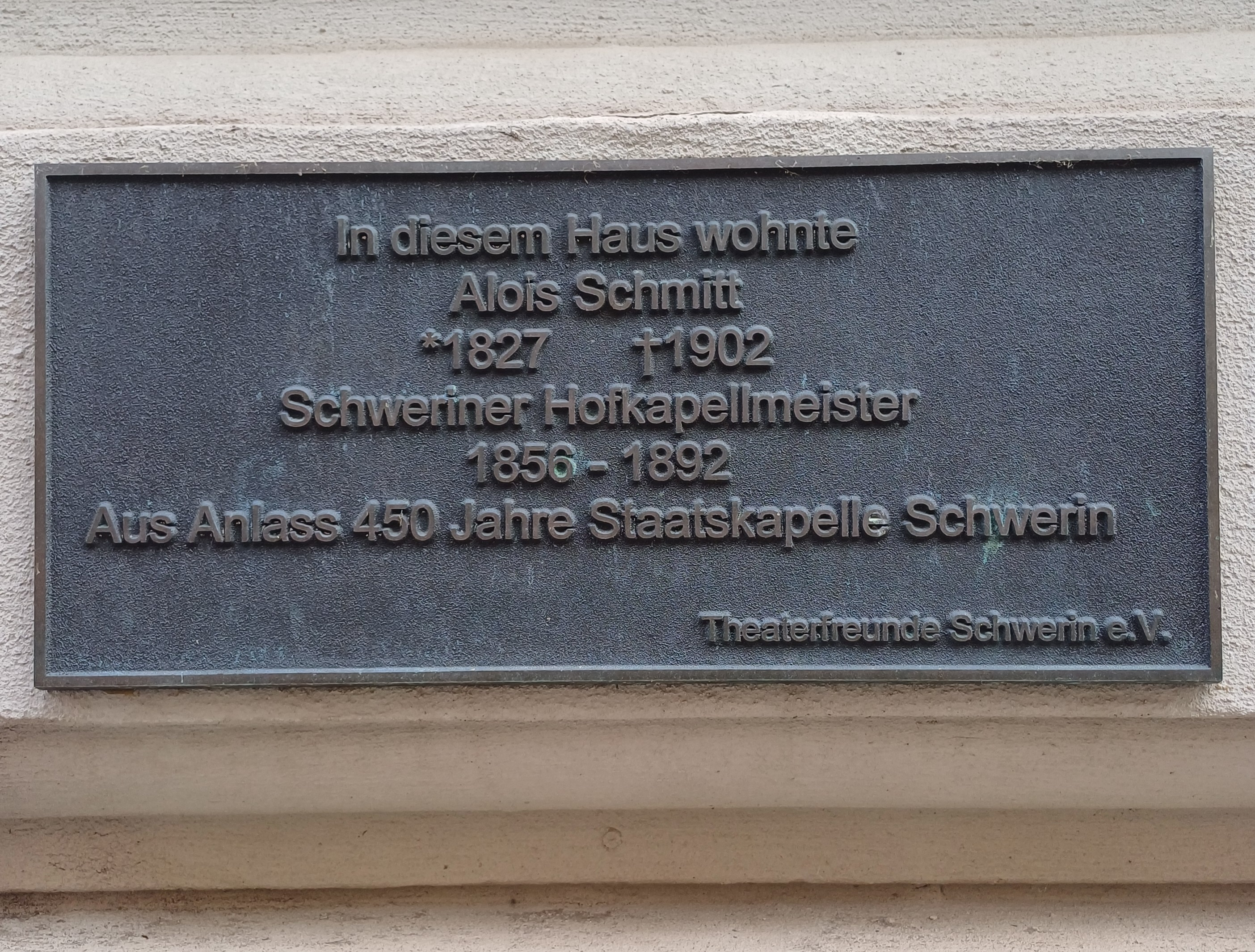
Gedenktafel am ehemaligen Wohnhaus Schmitts in der Friedrichstraße (Schwerin)

Georg Ludwig Alois Franziscus Schmitt (* 2. Februar 1827 in Hannover; † 15. Oktober 1902 in Dresden) war ein deutscher Pianist, Komponist und Hofkapellmeister in Mecklenburg-Schwerin.

## Leben
Schmitt war der Sohn des Komponisten und Musikpädagogen Aloys Schmitt. Zuerst lernte Schmitt das Klavierspiel bei seinem Vater, danach wurde er von Georg Jacob Vollweiler in Musiktheorie unterrichtet. Nach ausgedehnten Konzertreisen als Pianist wurde er 1857 Hofkapellmeister in Schwerin. Schmitt schrieb mehrere Opern, darunter die komische Oper in zwei Akten Trilbi (1845, Libretto von Eugène Scribe basierend auf einem Werk von Charles Nodier), Werke für Orchester, Kammermusik und Lieder. Am bekanntesten ist jedoch seine Arbeit an den Werken von Wolfgang Amadeus Mozart, so vervollständigte er Mozarts unvollendete Messe c-Moll KV 427 und setzte die Fantasie f-Moll KV 608 (ursprünglich für mechanische Orgel geschrieben) für Orgel und Streicher. Weiterhin schuf er ein umfangreiches Werk aus Vokalkompositionen, Werken für Orchester und Kammermusik.
Nach seiner Pensionierung 1892 verbrachte er seine letzten Lebensjahre in Dresden, wo er einer der Gründer des dortigen Mozart-Vereins war, dessen erster Vorsitzender er 1896 wurde.
Alois Schmitt war mit der Sängerin Cornelia Schmitt-Csányi (1851–1906) verheiratet, das Ehepaar lebte in der Schnorrstraße 65 in der Dresdner Südvorstadt. Die Grabstätte Schmitts befindet sich auf dem Johannisfriedhof in Dresden-Tolkewitz.